# Lacosteopsis liukiuensis
Lacosteopsis liukiuensis là một loài thực vật có mạch trong họ Hymenophyllaceae. Loài này được (Y. Yabe) Nakaike miêu tả khoa học đầu tiên năm 1975.